# Monastère Andronikov du Sauveur de Moscou

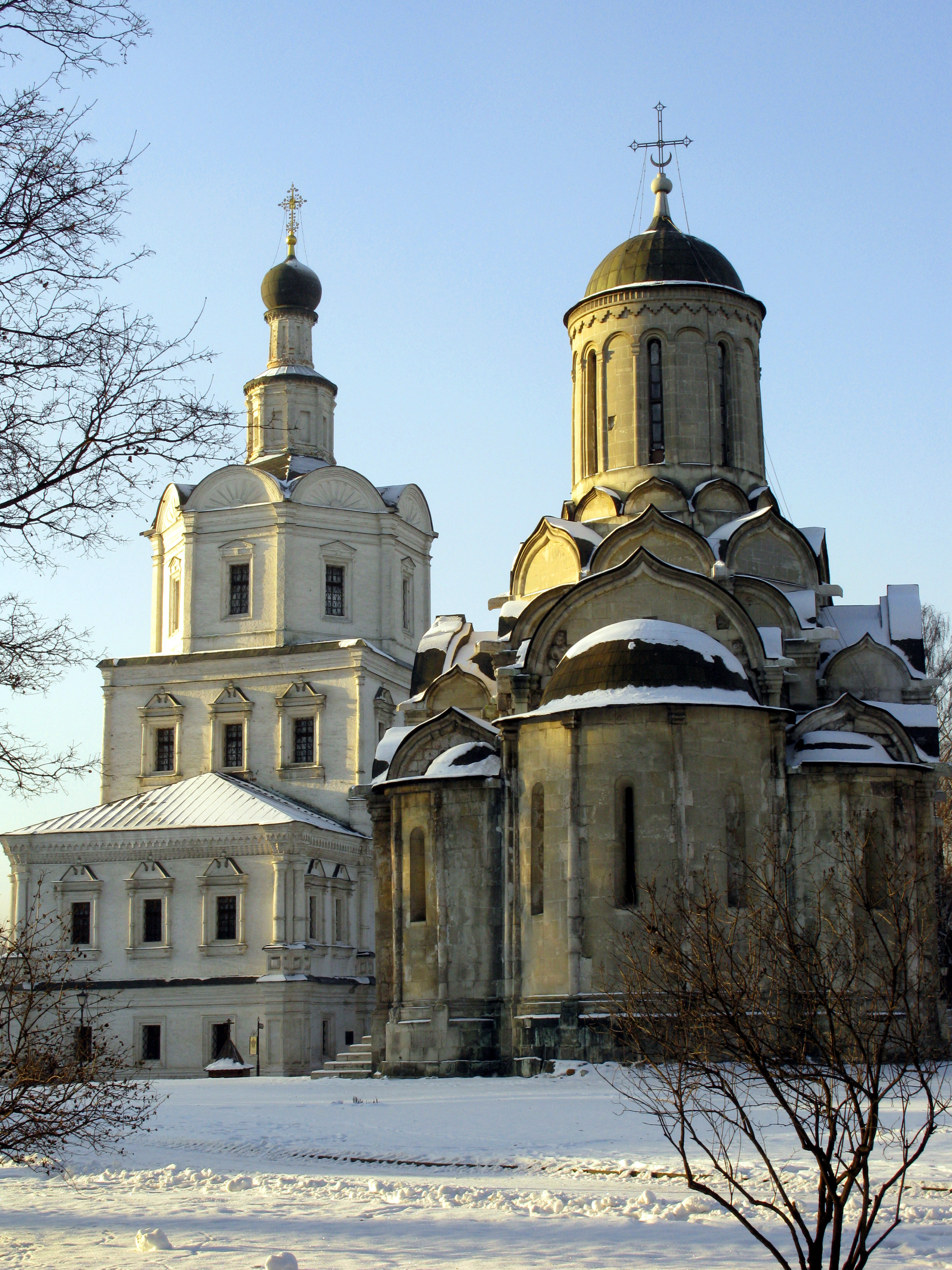
Le catholicon est le bâtiment le plus ancien de Moscou. Église de l'archange Saint-Michel et cathédrale du Sauveur du monastère Andronikov

Le monastère Andronikov du Sauveur (en russe : Андроников монастырь, Спасо-Андроников монастырь ou Андроников Нерукотворного Спаса монастырь) est un ancien monastère, situé à Moscou sur la rive gauche de la Yaouza, consacré à une icône acheiropoïète, la Sainte image de Sauveur non faite à la main et où se dresse le bâtiment le plus ancien de Moscou, la cathédrale du Sauveur du monastère Andronikov.

## Histoire
Le monastère Andronikov a été fondé en 1360 par Andronikov, disciple de saint Serge de Radonège à la suite d'un serment fait par le métropolite Alexis de Kiev, rescapé d'un naufrage en mer Noire alors qu'il revenait de Constantinople. À l'origine, le monastère était entouré de remparts en bois. La première cathédrale bâtie était également en bois.
Le peintre Andreï Roublev y résida vers 1370 à 1427. La cathédrale du Sauveur du monastère Andronikov est construite entre 1425 et 1427. En 1812, un incendie ravage une bonne partie de l'édifice. En 1840, l'intérieur de la cathédrale est modifié et perd complètement son apparence originale, mais elle fait l'objet d'une rénovation en 1950-1960 avant l'ouverture du musée. Le monastère fut également fortement endommagé pendant la révolution russe.

## Édifices
Le monastère abrite le Musée central de la culture et de la peinture russe ancienne Andreï Roublev, nommé d'après le moine le plus célèbre de cette abbaye, et la cathédrale du Sauveur du monastère Andronikov. Il y a également le Palais de Culture, un bâtiment abandonné interdit au public.

## Saints du monastère d'Andronikov
- Saint Andronic, thaumaturge, fêté le 13 juin
- Saint Sabbas, thaumaturge, fêté le 13 juin
- Saint Alexande, thaumaturge
- Saint Daniel le Noir (Daniil Tcherny), iconographe
- Saint Andreï Roublev, iconographe, fêté le 4 juillet